# Perove (Perove), Simferopol
Perove (în ucraineană Перове; în trecut Badana sau Bodana) este localitatea de reședință a comunei Perove din raionul Simferopol, Republica Autonomă Crimeea, Ucraina.

## Demografie
Componența lingvistică a localității Perove
     Rusă (91,47%)
     Ucraineană (6,06%)
     Alte limbi (1,23%)
Conform recensământului din 2001, majoritatea populației localității Perove era vorbitoare de rusă (91,47%), existând în minoritate și vorbitori de ucraineană (6,06%).